# Tetlák Örs
Tetlák Örs (Budapest, 1976. augusztus 31. –) magyar politikus. 2019 és 2024 között Érd alpolgármestere, 2020 és 2024 között az LMP – Magyarország Zöld Pártjának elnökségi tagja.

## Életpályája
1995 és 1999 között munkaügyi kapcsolatok szakértő végzettséget szerzett a szegedi József Attila Tudományegyetem Állam- és Jogtudományi karán. 2001 és 2003 között Európai Unió szakértő végzettséget szerzett a Dunaújvárosi Főiskola Közgazdaságtudományi Karán. 2006-ban igazgatásszervezői végzettséget szerzett a Budapesti Corvinus Egyetem Közigazgatás-tudományi Karán. 2009-ben nemzetközi kapcsolatok szakértő végzettséget szerzett a Budapesti Corvinus Egyetem Társadalomtudományi Karán. 2018 óta a Budapesti Corvinus Egyetem Nemzetközi Kapcsolatok és Politikatudományi Doktori Iskola PhD hallgatója. Kutatási területe a szubszaharai Afrika, a regionalizmus és Dél-Afrika szerepe a nemzetközi rendszerben.

### Közéleti tevékenysége
2014 és 2018 között az Erdélyi Magyarokért Közhasznú Alapítvány kommunikációs vezetőjeként önkénteskedett. 2015-ben a UNICEF – Magyar Bizottság Ébresztő óra projektjében volt előadó majd néhány évig a Dél-afrikai Magyar Szövetség magyarországi megbízott képviselőjeként tevékenykedett. 
2017-ben lépett be az LMP-be. A 2019-es önkormányzati választáson Érden a 7. számú választókerületben egyéni mandátumot nyert  majd Érd Megyei Jogú Város közgyűlése novemberben alpolgármesternek választotta. Szintén 2019 óta delegáltja a Magyar Állandó Értekezlet szakbizottságának. Az LMP kongresszusa 2020. augusztusában az Országos Elnökség általános tagjává választotta, Pozícióját 2024-ig töltötte be. Elnökségi feladatai voltak az önkormányzati és nemzetközi ügyek.
Közéleti pályafutását antikorrupciós ügyek, illetve az érdi Elvira-major melletti kiállás alapozták meg. A major egy olyan csonthéjas génbankot és ültetvényt őriz, amely genetikai kincs főként a következő nemzedékek számára lesz hatalmas érték. Alpolgármesterként többek között a szociális ügyek, a fenntarthatóság és a klímavédelem, a hulladékgazdálkodás, a felszíni vizek, illetve az érdi Modern Városok Program néhány kiemelt projektje tartozott hatáskörébe.
A 2021-es magyarországi ellenzéki előválasztáson Érden indult az LMP jelöltjeként, a Pest megyei 1. sz. országgyűlési egyéni választókerületben. A 2024-es önkormányzati választáson a Csőzik László vezette szövetség jelöltjeként ismét mandátumot szerzett, később azonban nem támogatták alpolgármesteri újrázását, így távozott a szövetségből.

## Családja
Érden él családjával, egy lánygyermek édesapja.